# Weaponized
Weaponized, noto anche come Swap e come Robo Sway, è un film del 2016 diretto da Timothy Woodward Jr.

## Trama
Una pattuglia di soldati statunitensi viene attaccata durante una missione in Medio Oriente. Un soldato si allontana per chiedere sostegno aereo e si trova in un campo minato, riuscendo ad uscirne illeso, ma psicologicamente provato. Sei mesi dopo, rientrato negli Stati Uniti, in un'apparente strage senza motivo uccide diverse persone in un locale, compreso un senatore. Fermato ed interrogato dalla polizia, prima nega la possibilità di aver compiuto la strage, poi, con un repentino cambio d'umore, confessa i delitti e si uccide. Due poliziotti, nonostante vengano esclusi dalle indagini, continuano ad indagare e scoprono che una società sta mettendo a punto un condizionamento mentale a distanza, con il quale è possibile sostituire la personalità e guidare le azioni delle persone.